# Tour des Flandres 1947
Le Tour des Flandres 1947 est la 31e édition du Tour des Flandres. La course a lieu le 27 avril 1947, avec un départ à Gand et l'arrivée à Wetteren sur un parcours de 257 kilomètres. 
Le vainqueur final est le coureur belge Emiel Faignaert, qui s’impose au sprint à Wetteren devant ses deux compagnons d’échappée : les Belges Roger Desmet et Rik Renders. 

## Classement final
|    | Coureur                 | Pays     | Équipe             | Temps           |
| -- | ----------------------- | -------- | ------------------ | --------------- |
| 1  | Emiel Faignaert         | Belgique | Groene Leeuw       | 7 h 05 min 00 s |
| 2  | Roger Desmet            | Belgique | Alcyon-Dunlop      | m. t.           |
| 3  | Rik Renders             | Belgique | Garin-Wolber       | m. t.           |
| 4  | Camille Beeckman        | Belgique | Thompson           | + 12 s          |
| 5  | Louis Thiétard          | France   | Metropole-Dunlop   | + 2 min 05 s    |
| 6  | Raymond de Smedt        | Belgique | Alcyon-Dunlop      | + 2 min 20 s    |
| 7  | Kléber Piot             | France   | Metropole-Dunlop   | + 2 min 30 s    |
| 8  | Georges Claes           | Belgique | Rochet-Dunlop      | + 2 min 30 s    |
| 9  | Odiel Vanden Meerschaut | Belgique | Garin-Wolber       | + 2 min 30 s    |
| 10 | Marcel Rijckaert        | Belgique | Mercier-Hutchinson | + 2 min 30 s    |